# Kolonia Wola Zaradzyńska
Kolonia Wola Zaradzyńska (prononciation [kɔˈlɔɲa ˈvɔla zaraˈd͡zɨɲska]) est un village de la gmina de Ksawerów, du powiat de Pabianice, dans la voïvodie de Łódź, situé dans le centre de la Pologne.
Il se situe à environ 3 kilomètres au nord-est de Pabianice (siège du powiat) et 14 kilomètres au sud de Łódź (capitale de la voïvodie).

## Administration
De 1975 à 1998, le village était attaché administrativement à l'ancienne voïvodie de Łódź.

Depuis 1999, il fait partie de la nouvelle voïvodie de Łódź.